# Берестейська Біблія

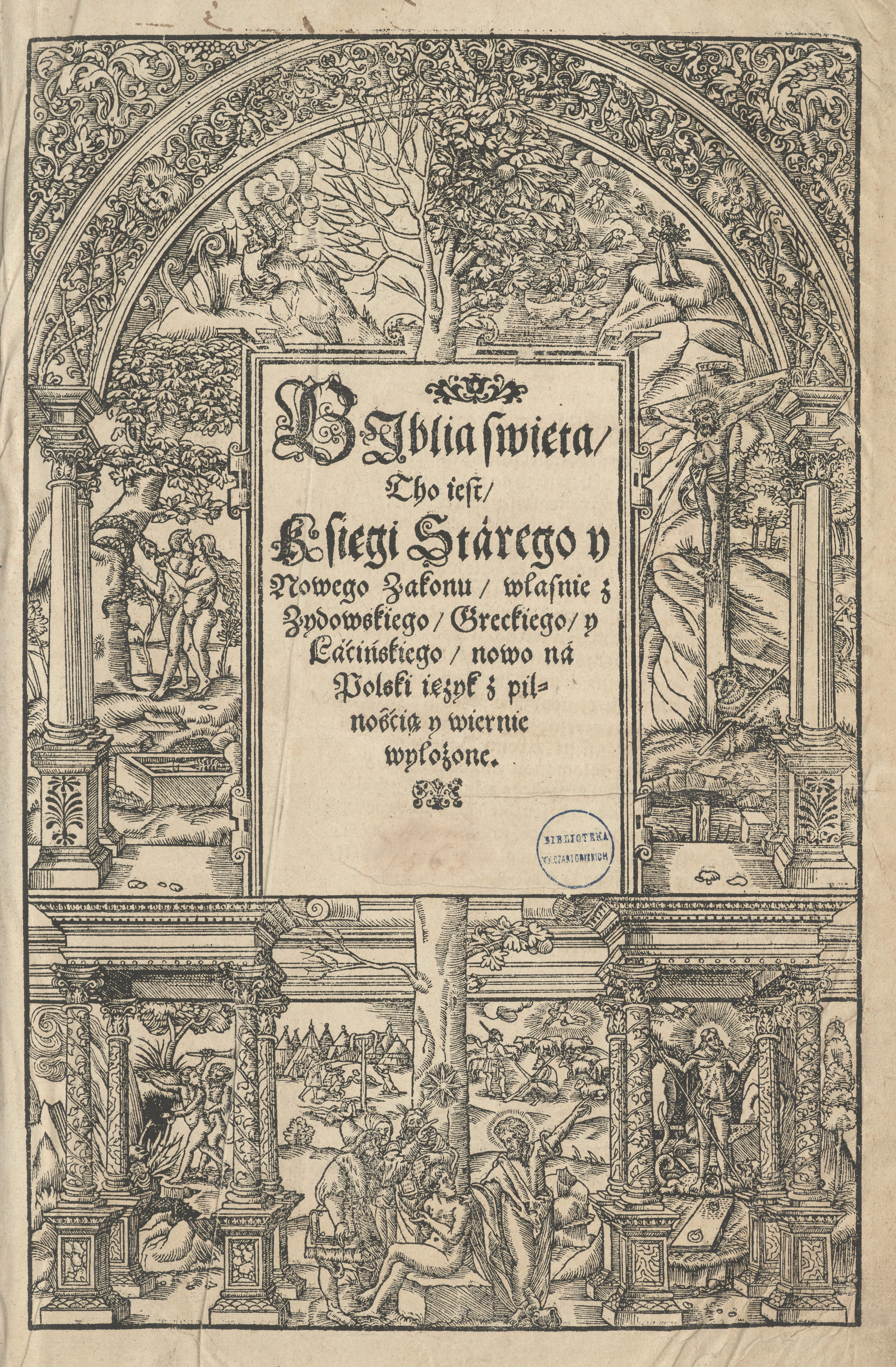
Фрагмент титульної сторінки Берестейської Біблії

Бересте́йська Бі́блія (пол. Biblia Brzeska), також відома як Радзивіллівська Біблія та Піньчувська Біблія — перше повне протестантське видання Біблії польською мовою. Другий (після католицької Біблії Леополіти) повний переклад Святого Письма польською. Видана коштом Миколая Радзивілла «Чорного» у 1563 році.
Перекладачі невідомі, дослідник Брікнер припускав, що це — кальвіністи з Малопольщі поляк Orsatius, французи Statorius, Tenaudus. Їхня праця тривала орієнтовно 6 років. Хоча титульна сторінка цієї Біблії вказує, що переклад буцімто здійснено з івриту, грецької мови і латини, насправді було використано різні джерела, зокрема Французьку Біблію.
На меті перекладачів, за прикладом Мартіна Лютера, було викласти Біблію в ідіоматичній та елегантній формі. Перевага надавалася не точності перекладу, а барвистості висловів.
У багатьох відомих примірників Берестейської Біблії бракує титульної сторінки, оскільки її було вирвано в надії вберегти книги від спалення під час контрреформації. Є перекази, що Миколай-Кшиштоф Радзивілл (Сирітка) — син мецената — після переходу на католицтво видав 5000 червоних злотих для викупу і знищення екземплярів книги. До нашого часу дійшло небагато її примірників. Її критикував єзуїт Якуб Вуєк у передмові до свого перекладу Біблії.